# 로드 하우스 (1989년 영화)
《로드 하우스》(영어: Road House)는 미국에서 제작된 라우디 헤링턴 감독의 1989년 액션 영화이다. 패트릭 스웨이지, 켈리 린치, 샘 엘리엇 등이 출연하였고, 조엘 실버 등이 제작에 참여하였다.
컬트 영화 반열에 올랐으며, 다매체 프랜차이즈화되었다. 2006년 조너선 셱이 주연한 속편 비디오 영화 《로드 하우스 2》(Road House 2)가 출시되었고, 2024년 제이크 질런홀이 주인공을 맡은 동명 리메이크가 개봉하였다.

## 줄거리
뉴욕 클럽 기도 제임스 돌턴은 과거 자기방어로 목을 찢어 사람을 죽였던 일을 여전히 괴로워하고 있다. 어느 날 사업가 프랭크 틸먼이 제임스를 찾아와 미주리주 재스퍼의 한 클럽 경비 일을 제안한다. 프랭크는 이 허름한 클럽에 상당한 투자를 하여 세련되고 현대적인 클럽으로 변모시킬 계획이 있으며, 제임스가 고질적인 폭력 문제와 거친 고객들을 정리해주길 원한다.
이를 수락한 제임스는 새 거처로 농부 에밋의 헛간을 택한다. 이 헛간의 맞은편 호숫가에 위치한 저택에는 이 동네를 뇌물, 협박, 폭력으로 다스리는 범죄 조직 두목 브래드 웨슬리가 살고 있다. 곧 브래드는 제임스를 위협하기 시작한다.

## 출연
- 패트릭 스웨이지 - 제임스 돌턴 역
- 켈리 린치 - 엘리자베스 클레이 역
- 샘 엘리엇 - 웨이드 개릿 역
- 벤 거자라 - 브래드 웨슬리 역
- 케빈 타이 - 프랭크 틸먼 역
- 레드 웨스트 - 레드 웹스터 역
- 선샤인 파커 - 에밋 역
- 존 도 - 팻 맥건 역
- 캐슬린 윌호이트 - 캐리 앤 역
- 테리 펑크 - 모건 역
- 앤서니 더론지스 - 게리 케첨 역
- 키스 데이비드 - 어니 배스 역

## 기타 제작진
- 배역: 재키 버치
- 미술: 윌리엄 J. 더럴 주니어
- 의상: 매릴린 밴스